# Priscilla Knetemann
 (décembre 2018).
Si vous disposez d'ouvrages ou d'articles de référence ou si vous connaissez des sites web de qualité traitant du thème abordé ici, merci de compléter l'article en donnant les références utiles à sa vérifiabilité et en les liant à la section « Notes et références ».
Priscilla Knetemann, née le 23 janvier 1992 à Rotterdam, est une actrice, doubleuse et chanteuse néerlandaise.

## Filmographie

### Cinéma
- 2000 : Isabelle : jonge Jeanne
- 2001 : A funeral for mr. Smithee : meisje
- 2004 : Verborgen Gebreken (nl) : Chris Jansen
- 2004 : Mass : kleindochter
- 2004 : De Wilde Bende (Die Wilden Kerle) : Stem
- 2006 : Dummy, NPS Kort! : meisje
- 2006 : Afblijven! (nl) : Petite sœur Jordi
- 2011 : Gooische Vrouwen (nl) : Louise Lodewijkx
- 2014 : Gooische Vrouwen 2 (nl) : Louise Lodewijkx
- 2014 : Korte film, Meesterlijk : Meisje
- 2014 : 48'hour project, LOS : Hoofdrol
- 2015 : Les Nouveaux Héros : Honey Lemon
- 2015 : Spangas in Actie! (nl) : Charley Bogaarts
- 2016 : Fataal (nl) : Sophie Halder
- 2017 : Pestkop (nl) : Emma

### Téléfilms
- 2004 : Madame Jeanette (nl) : Ansje
- 2005 : Keyzer & De Boer Advocaten : Anne Glas
- 2005 : Parels & Zwijnen (nl) : jonge Francesca
- 2005-2009 : Jardins secrets : Louise Lodewijkx
- 2006 : Spoorloos verdwenen (nl) : Eloise Jongkind
- 2009 : De hoofdprijs (nl) : Florentine
- 2010 : De Co-assistent (nl) : Claire
- 2010-2015 : SpangaS : Charley Bogaarts
- 2011: Hart tegen Hard (nl) : Sydney Groen
- 2012 : A.N.T. Farm de Dan Signer : Paisley
- 2012 : Moordvrouw : Tanya
- 2012 : Zaak Zappendael
- 2013 : Danni Lowinski (nl): Judith
- 2014 : Wolfblood de Debbie Moon : Shannon
- 201 4: Zoey 101 de Dan Schneider : Lola
- 2014 : Lena en Cem (nl) : Lena
- 2013-2014 : Violetta : Lara
- 2015 : Bureau Raampoort (nl) : Berber
- 2015 : Robocar Poli : Jin
- 2016 : Soy Luna de Jorge Nisco et Martín Saban : Tamara
- 2016 : The Powerpuff Girls de Craig McCracken : Blossom

## Discographie

### Comédies musicales
- 2001-2002 : Grace : Caroline
- 2002-2003 : The Sound of Music : Gretl
- 2003 : Robin Hood : Dorpeling
- 2004 : Merlijn : Trol
- 2005 : Anna en de 7... zwavelstokjes : Lelijk eendje
- 2006 : Het geheim van het Muiderslot : Geest
- 2007 : Zigana, Nederlands Musical : La femme vampire
- 2016-2017 : Vals : Pippa
- 2017-2018 : Shock, Theater Terra : Lilly
- 2018-2019 : Charley, Pretpakhuis : Celine Heemstede